# Owen Beck
Pour les articles homonymes, voir Beck.
Owen Beck, né le 9 août 2002 à Wrexham, est un footballeur gallois qui évolue au poste de latéral gauche avec les Derby County, en prêt du Liverpool FC.

## Biographie

### Carrière en club
Né à Wrexham au pays de Galles, Owen Beck est formé par le Liverpool FC, où il commence sa carrière professionnelle en Championnat d'Angleterre. Il joue son premier match avec l'équipe première de Jürgen Klopp du club le 27 octobre 2021, lors d'un un match d'EFL Cup contre Preston North End.
Le 11 juillet 2022, Beck est prêté au FC Famalicão en Primeira Liga portugaise, mais il est finalement rappelé le 31 août et envoyé aux Bolton Wanderers en prêt à la place,,, jouant ainsi en troisième division en compagnie de son ami de longue date Conor Bradley. En manque de temps jeu, il retourne toutefois avec les équipes de jeunes de Liverpool en janvier 2023.
La saison suivante, Beck est à nouveau prêté, cette fois en championnat d'Écosse, au Dundee United, où il s'impose rapidement comme un des meilleurs joueurs de son équipe,. En janvier 2024, il est même temporairement rappelé à Liverpool, qui fait alors face à plusieurs blessures au poste d'arrière gauche, faisant à cette occasion ses débuts en Premier League.
Mais, de retour en Écosse, le jeune défenseur voit sa saison s'achever en mars, à la suite d'un claquage musculaire, ce qui ne l'empêche pas de figurer dans le onze type du championnat.
En juillet 2024, il est prêté aux Blackburn Rovers en championnat d'Angleterre de deuxième division.

### Carrière en sélection
Beck est international avec l'équipe du pays de Galles espoirs à partir d'août 2021.
En octobre 2023, Beck est convoqué pour la première fois avec l'équipe senior du pays de Galles.